# Die Heinzelmännchen
Die Heinzelmännchen ist ein deutscher Kinderfilm von Erich Kobler aus dem Jahr 1956 nach der Sage und der Ballade von August Kopisch. Er startete am 23. September jenes Jahres in den Kinos.

## Handlung
Die Schuster-Kinder Anton und Käthe finden im Wald eine seltene Blume, die einer Seerose gleicht und in einem kleinen See treibt. Sie fischen sie heraus und nehmen sie mit nach Hause, um sie ihrem Vater zu zeigen. Der erklärt ihnen, dass dies die Blume der Heinzelmännchen ist und nur alle hundert Jahre blüht. Sobald sie aufblüht, würden die Heinzelmännchen nachts in die Häuser der Menschen kommen und dort alle Arbeiten verrichten. Dies tun sie solange, wie sie nicht gesehen werden und darum weiß auch niemand, wie sie eigentlich aussehen.
Inzwischen laufen die Menschen der Stadt vor dem Haus des Schneiders zusammen, weil es dort brennt. Offensichtlich hat seine Frau das Essen anbrennen lassen, weil sie wieder mal zu lange geschwatzt hatte. Der Stadthauptmann hilft beim Löschen und zerreißt sich dabei seinen Rock. Der Schneider soll diesen nun reparieren und der Hauptmann lässt ihn über Nacht bei ihm.
Nachdem der Nachtwächter zur Nacht ruft, kehrt Ruhe ein in der Stadt. Nur der Dieb Stibitzky ist heimlich unterwegs um auf Beutezug zu gehen. Er hatte sich unbemerkt in die Stadt schleichen können, nachdem ihn der Stadthauptmann zuvor am Stadttor erkannt und fortgejagt hatte. Auch in der Backstube macht sich der Bäcker auf den Heimweg und beauftragt noch schnell Bruno, seinen Bäckerjungen, einige Dinge für den nächsten Tag vorzubereiten. Doch der klettert lieber in die Mehlkiste, um dort ungestört schlafen zu können.
Beim Schuster liegen die Kinder ganz gespannt in ihren Betten und freuen sich schon darauf, dass die Heinzelmännchen kommen und für sie ihre Schularbeiten erledigen.
Als die Turmuhr zur zwölften Stunde schlägt, kommen die Heinzelmännchen aus ihren Verstecken und verteilen sich in der ganzen Stadt. Für den Bäcker backen sie das Brot und die Torten. Dem Schneider nähen sie Schürzen und Uniformen. Dem Schuster besohlen sie alle Schuhe in der Werkstatt und erledigen sogar die Rechenaufgaben für Anton. Dem Schreiner hobeln sie die Bretter, bauen Wagenräder und Steckenpferde für die Kinder. Gestört werden sie nur von Stibitzky, der spät in der Nacht an einem Fensterladen rüttelt und dann in die Schreinerwerkstatt einsteigt. Die Heinzelmännchen verstecken sich und verjagen den Dieb aus der Werkstatt, sodass er denken muss, dass es spukt. Den Waschfrauen waschen sie die Wäsche, färben, mangeln und bügeln sie.
Stibitzky ist weiterhin auf Diebeszug und versorgt sich mit neuen Schuhen aus der Schusterwerkstatt. Dabei steckt er sich noch einen ganzen Sack mit Schuhen voll und steigt damit aus dem Fenster. Die pfiffigen Heinzelmännchen stellen jedoch schnell ein Fass unter das Fenster, sodass er dort hineinsteigt und sie deckeln es geschwind zu, geben ihm einen Schubs und der Dieb rollt darin durch die halbe Stadt. An einer Häuserecke zerschellt das Fass und Stibitzky ergreift benommen die Flucht, nachdem die Gendarme auf ihn aufmerksam geworden sind. Mit heimlicher Hilfe der Heinzelmännchen können sie den Dieb fassen und stecken ihn ins Gefängnis.
Als die Turmuhr die fünfte Stunde schlägt, ziehen sich die Heinzelmännchen wieder zurück und die Stadt erwacht zum Leben. Voll Überraschung sehen die Leute die Werke der Nacht und sind hoch erfreut.
Die neugierige Schneiderin hat allerdings nur einen Wunsch: Sie will den Heinzelmännchen bei der Arbeit zusehen. Ihr Mann warnt sie, denn dann würden die fleißigen Helfer für immer verschwinden. Als beide die Schneiderstube verlassen, krabbelt der jüngste Heinzelmann aus dem Schrank. Er hatte den Rückzug verschlafen und muss nun zusehen, wie er ungesehen zu den anderen gelangt. So versteckt er sich in einem Wäschekorb und lässt sich von den Schneidersleuten auf den Dachboden tragen, wo er die Nacht und das Erscheinen seiner Freunde erwartet. Kaum schlägt die Uhr zwölf, beginnen die kleinen Helfer mit den roten Kopftüchern ihre fleißige Arbeit, genau wie in der Nacht vorher.
Doch die Schneidersfrau kann ihre Neugier nicht besiegen. Sie streut nachts Erbsen auf den Boden und versteckt sich hinter einem Vorhang. Als die Heinzelmännchen die Schneiderwerkstatt betreten, rutschen sie auf den Erbsen aus. Aufgrund des Lärms wird der Schneider wach. Er hatte seine Frau gewarnt, und nun bekommt sie von einem Heinzelmännchen zur Strafe nicht nur eine lange Nase, sondern wird sogar aus der Schneiderwerkstatt vertrieben.
Die Bürger der Stadt sind traurig, denn die Neugier der Schneidersfrau hat dazu geführt, dass die Heinzelmännchen fortan keine Arbeit mehr für die Menschen verrichten. Doch sie haben daraus gelernt, dass man sich nicht allzu sehr auf andere verlassen sollte. Selber muss man fleißig sein. „Und so rauscht es auch aus den klaren Wassern des Brunnens der Heinzelmännchen.“
Zum Gedenken an diese Geschichte steht noch heute in der kleinen Stadt der Heinzelmännchenbrunnen.

## Hintergrund

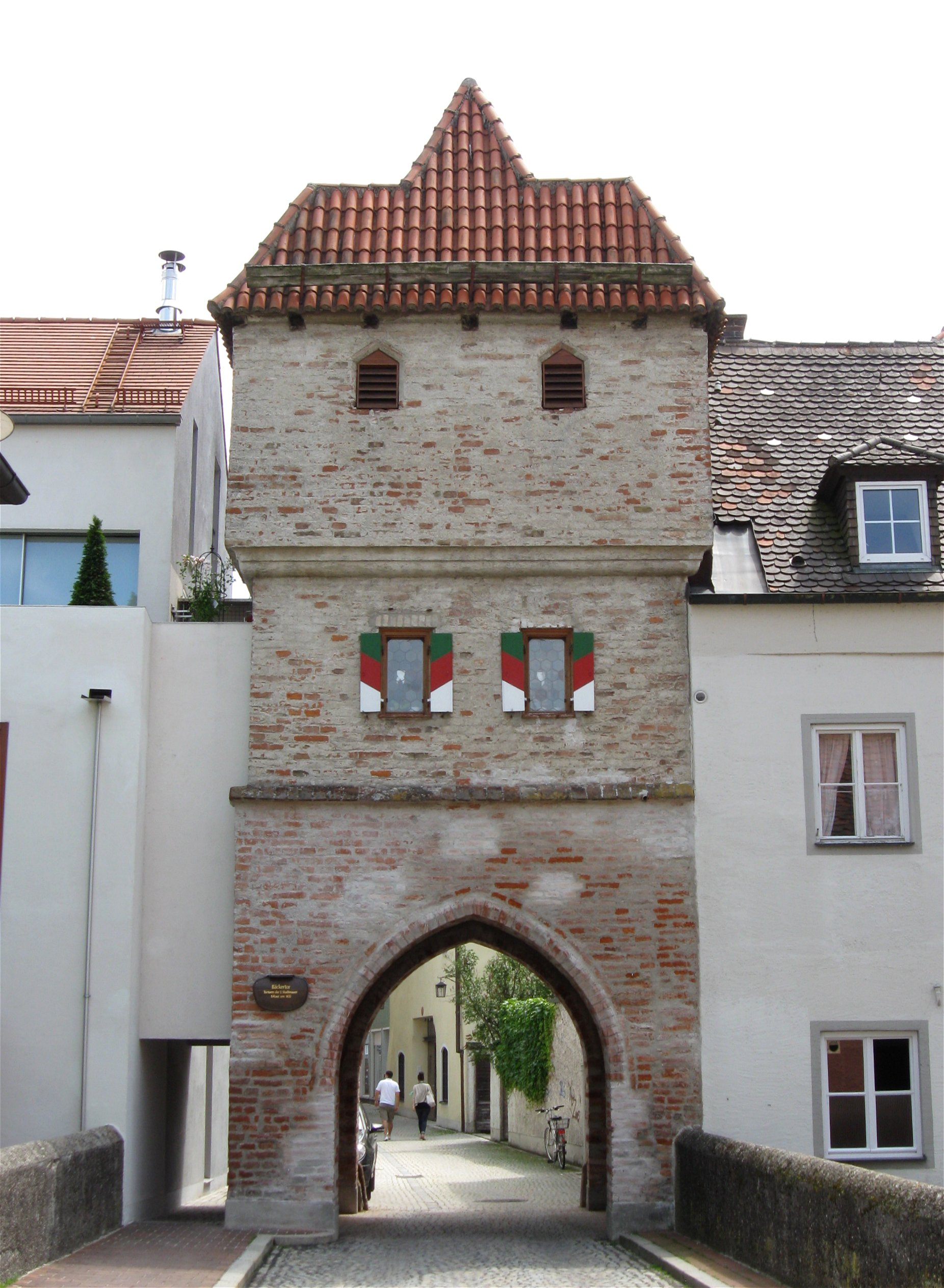
Bäckertor, im Film das Stadttor, das um 12 Uhr geschlossen wird und durch das Stadtbewohner ein und aus gehen, wie am Anfang des Films die Schusterkinder Anton und Käthe

Der Film wurde von der Schongerfilm Hubert Schonger aus Inning am Ammersee produziert, nachdem das Drehbuch nach einem Gedicht von August Kopisch von Erich Kobler und Konrad Lustig erarbeitet wurde. Die Außenaufnahmen entstanden in der Altstadt von Landsberg am Lech rund um die Alte Bergstraße, den Roßmarkt und im Bereich des Klösterls. Das Bäckertor (Landsberg am Lech) diente als Stadttor. Einige Mädchen und Jungen aus Landsberg am Lech verkörperten die Heinzelmännchen. Darunter der aus Inning am Ammersee stammende spätere fünffache Motorrad-Weltmeister Toni Mang.
Die Heinzelmännchen erlebte am 23. September 1956 in der Bundesrepublik Deutschland seine Premiere. Im Juni 1992 wurde der Film auf VHS von der Euro Video GmbH veröffentlicht.

## Kritiken
„Eine Sage ist kein Märchen. (… Die), die hier Heinzelmännchen spielen, sind gewiß putzig und niedlich anzusehen, sie sind aber kostümierte Menschenkinder und nicht die Heinzelmännchen der Sage. (…) (Diese Filme) dürfen nicht Neugierde befriedigen wollen, sondern müssen echte, nicht verniedlichende Märchenstimmung schaffen und das Geheimnisvolle nicht mit dem Scheinwerfer anstrahlen. So betrachtet, ist dieser gut gemeinte Film bedauerlich verfehlt.“

„Die aus heutiger Sicht liebenswert altmodische und betuliche, aber mit viel Fantasie inszenierte Verfilmung der Kölner Ballade von den kleinen Männlein, die als stummes Bewegungsspiel farblich und rhythmisch reizvoll über die Leinwand tanzen.“